# Joachim Kölbel
Joachim Kölbel (* 3. April 1918 in Halle/Saale; † 1999 in Machern) war ein deutscher Gebrauchsgrafiker, insbesondere Buchgestalter und Illustrator.

## Leben und Werk
Kölbel absolvierte von 1945 bis 1948 eine Lehre als Schriftsetzer und studierte anschließend bis 1950 als einer der ersten Schüler an der späteren Hochschule für industrielle Formgestaltung Halle – Burg Giebichenstein. Danach arbeitete er freischaffend in Halle. Er übernahm insbesondere für die Verlage Insel, Koehler & Amelang und Union die Illustration von Büchern oder deren Gesamtgestaltung, Gestaltung von Einbänden und Umschlägen. 1976 wurde er mit dem Gutenberg-Preis der Stadt Leipzig geehrt. Kölbel war bis 1990 Mitglied des Verbands Bildender Künstler der DDR.
Er war mit Hiltrud Kölbel verheiratet. Aus dieser Ehe ging eine Tochter hervor.

## Buchillustrationen (mutmaßlich unvollständig)
- Im Hühnerhof. Ein Bilderbuch. Sachsenverlag, Plauen, 1949 (mit Hiltrud Kölbel)
- Wladimir Afanassjewitsch Obrutschew: Goldsucher in der Wüste. Staackmann-Verlag, Leipzig, 1952
- Gottfried Keller: Der Schmied seines Glückes. Insel Verlag, Leipzig, 1952 (Insel-Bücherei Nr. 328)
- Hans Franck: Die Pilgerfahrt nach Lübeck. Eine Bach-Novelle. Union Verlag, Berlin, 1953
- Theodor Storm: Pole Poppenspäler. Insel-Verlag, Leipzig, 1954 (Insel-Bücherei Nr. 45)

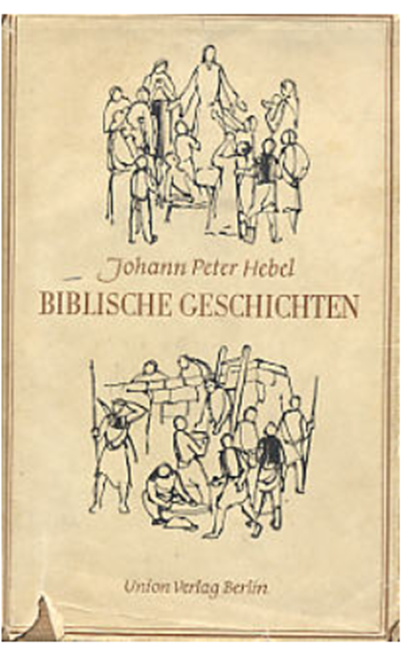
Von Kölbel entworfener Buchumschlag

- Von Kölbel entworfener BuchumschlagJohann Peter Hebel: Biblische Geschichten. Union Verlag, Berlin, 1954
- Hans Christian Andersen: Die Nachtigall. Union-Verlag, Berlin, 1959
- Ludwig Achim von Arnim: Der tolle Invalide auf dem Fort Ratonneau. Insel Verlag, Leipzig, 1961 (Insel Bücherei Nr. 541)

## Teilnahme an zentralen und wichtigen regionalen Ausstellungen in der DDR
- 1958, 1962/1963, 1967/1968, 1972/1973 und 1982/1983: Dresden, Vierte bis VI. Deutsche Kunstausstellung und VII. und IX. Kunstausstellung der DDR
- 1974 und 1979: Halle/Saale, Bezirkskunstausstellungen
- 1979: Berlin, Ausstellungszentrum am Fernsehturm („Die Buchillustration in der DDR. 1949–1979“)